# Saint-Galmier
Saint-Galmier település Franciaországban, Loire megyében. Lakosainak száma 5848 fő (2022. január 1.). Saint-Galmier Bellegarde-en-Forez, Chambœuf, Chazelles-sur-Lyon, Cuzieu és Saint-Médard-en-Forez községekkel határos.

## Népesség
A település népessége az elmúlt években az alábbi módon változott:
| Lakosok száma | 2910 | 3680 | 4272 | 5705 | 5643 | 5688 | 5722 | 5826 | 5837 | 5848 |
|               | 1968 | 1982 | 1990 | 2006 | 2013 | 2015 | 2017 | 2019 | 2020 | 2022 |